# Idioma frisón de Saterland
El frisón de Saterland (propio: Seeltersk o Seelterfräisk; en alemán: Saterfriesisch, pronunciación: /ˈzaːtɐˌfʁiːzɪʃ/ⓘ) es la última variedad del frisón oriental aún en uso en la actualidad. Es un dialecto hablado por unos dos mil frisones orientales en el municipio de Saterland (o Seelterlound, en bajo alemán).

## Descripción
Durante la expansión del bajo alemán por Frisia oriental en detrimento del frisón, Saterland estaba aislado por dos pantanos, Wäästerfoan y Aasterfoan. Además, tras la guerra de los Treinta Años, Saterland quedó como una población católica rodeada de territorio protestante, por lo que no se contraían matrimonios con habitantes de localidades cercanas. Por estos motivos, el bajo alemán y el nuevo alto alemán que se extendieron por la región de Frisia en el siglo XIX no llegaron a provocar la extinción del dialecto local como en el caso de otros dialectos del frisón oriental.
Otra variedad cercana, el frisón de Wangerooge, hablado en la isla homónima, desapareció definitivamente a mediados del siglo XX, siendo la última variedad en extinguirse y dejando al frisón de Saterland como único representante de la rama oriental de las lenguas frisonas. Actualmente, en las poblaciones de Schäddel (Scharrel), Strukelje (Strücklingen) y Roomelse (Ramsloh), todas en el municipio de Saterland, residen entre mil y dos mil hablantes de frisón de Saterland.
Una característica notable del frisón de Saterland (como ha ocurrido con otras variedades frisonas) es que a pesar del número reducido de sus hablantes y del tamaño del territorio donde se habla, el mismo se divide en subvariedades (en torno a las poblaciones donde se habla).
El término frisón oriental, cuando hace referencia al frisón de Saterland, no debe confundirse con la acepción actual más común del término Ostfriesisch (literalmente «frisón oriental»), una variedad del bajo alemán y no de frisón.

## Comparación de las variedades del frisón de Saterland
| En español            | Frisón oriental en el pueblo Seedelsbierich | Frisón oriental en el pueblo Skäddel  | Frisón oriental en el pueblo Roomelse | Frisón oriental en el pueblo Struukelje | En alemán             |
| --------------------- | ------------------------------------------- | ------------------------------------- | ------------------------------------- | --------------------------------------- | --------------------- |
| alto en el árbol      | ?                                           | boppe in dän Boom / buppe in dän Boom | Buppe in dän Boom                     | Buppe in dän Boom                       | Oben in dem Baume     |
| el animal             | dät Diert                                   | dät Diert                             | dät Diert                             | dät Däirt                               | das Tier              |
| la cerradura          | ?                                           | dät Slöt                              | dät Slot                              | dät Slot                                | das Schloss           |
| el cuerno             | dät Houden                                  | dät Houden                            | dät Houden                            | dät Hudden                              | das Horn              |
| Él camina a Roomelse. | ?                                           | Hie gungt ätter Roomelse wäi.         | Hie gungt ätter Roomelse wai.         | Hie gungt ätter Roomelse wai.           | Er geht nach Ramsloh. |
| explorar              | ?                                           | ärföärskje                            | ärfoarskje                            | ärfoarskje                              | erforschen            |
| el huevo              | dät Aai                                     | dät Aai                               | dät Oai                               | dät Aai                                 | das Ei                |
| la gente              | ?                                           | do Ljüüde (Plural)                    | do Ljuude (Plural)                    | do Ljuudene (Plural)                    | die Leute (Plural)    |
| la madre              | ju Muur                                     | ju Muur                               | ju Muur                               | ju Mour                                 | die Mutter            |
| el pantano            | die Faan                                    | die Faan                              | die Foan                              | die Faan                                | das Moor              |
| la perra              | ju Tieuwj                                   | ju Tieuwe                             | ju Tieuwe                             | ju Tieuwe                               | die Hündin            |
| la hermana            | ?                                           | ju Süster                             | ju Suster                             | ju Suster                               | die Schwester         |
| la Tierra             | ju Äide                                     | ju Äide                               | ju Äide                               | ju Idde                                 | die Erde              |
| tras la casa          | bääte dät Huus                              | bääte dät Huus                        | bääte dät Huus                        | bääfte dät Huus                         | hinter dem Hause      |